# Thomas Spleiss

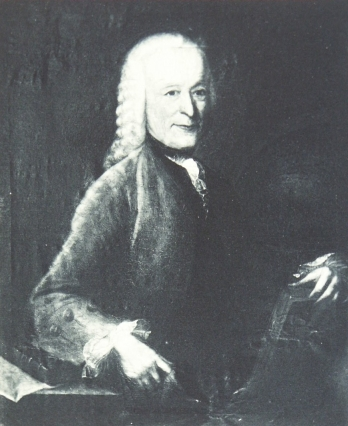
Thomas Spleiss

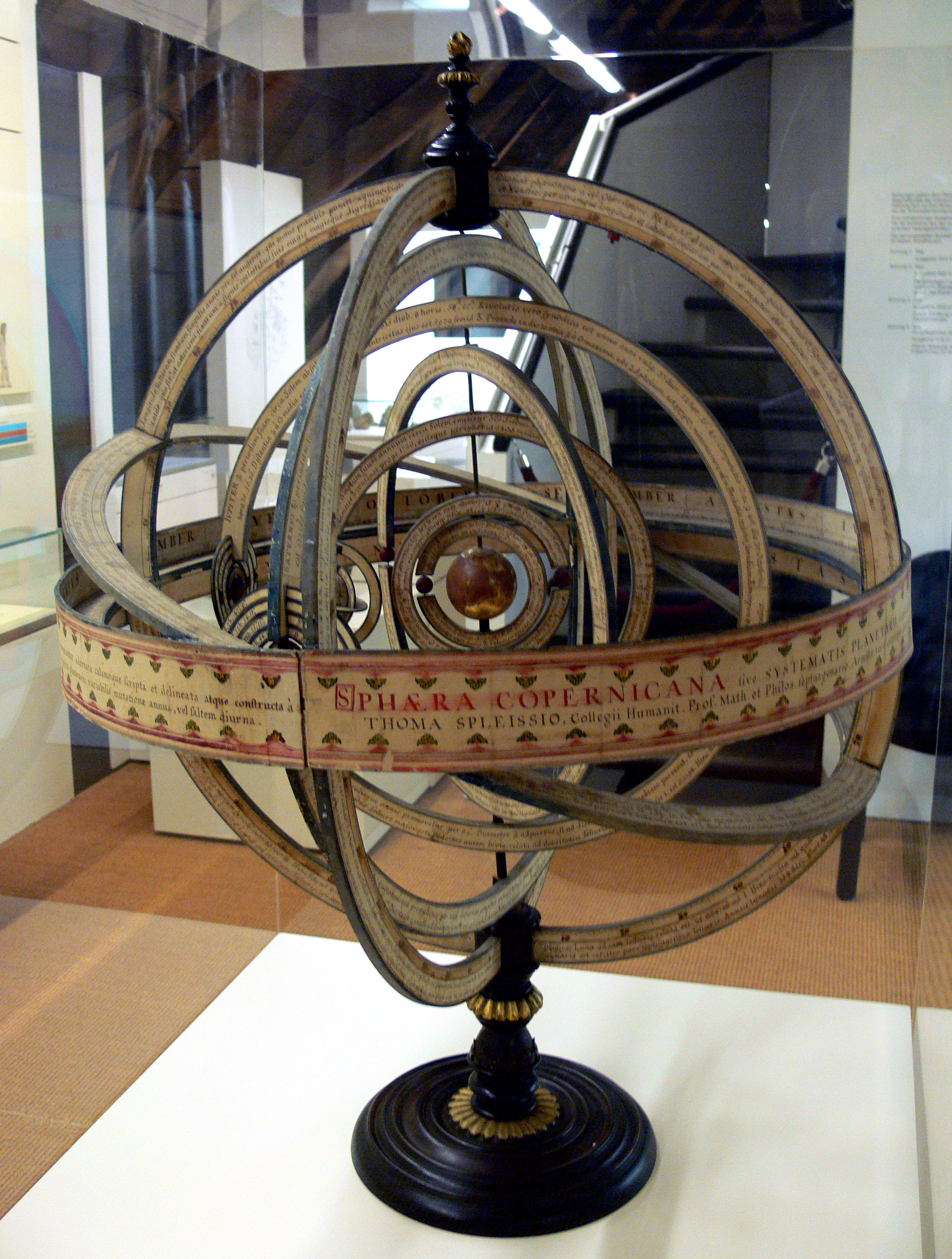
Planetarium im Museum zu Allerheiligen

Thomas Spleiss (* 27. Dezember 1705 in Schaffhausen; † 16. Dezember 1775 ebenda) war ein Schweizer Mathematiker und Astronom.
Von 1725 bis 1728 war er in Basel am Erasmium und als Privatlehrer zweier Söhne Johann Bernoullis tätig und erhielt zusammen mit Leonhard Euler von Bernoulli Privatunterricht in höherer Mathematik. 1728 folgte seine Dissertation über die Brechung und Spiegelung des Lichts. Spleiss stellte unter anderem Fernrohre, Mikroskope und Sonnenuhren her. Ein von ihm angefertigtes Globenpaar (Himmel und Erde) sowie eine das kopernikanische Weltsystem darstellende Armillarsphäre verkaufte er 1766 für 1700 Gulden nach Kopenhagen, wo die beiden Globen seit 1876 in der Universitätsbibliothek aufbewahrt werden. Sein Nachfolger an der Schule in Schaffhausen, der ihm bereits zuvor beim Bau von Exponaten geholfen hatte, wurde 1775 sein Freund Johann Christoph Jezler.